# کی سونگ یونگ
کی سونگ-یونگ (کره‌ای: 기성용؛ زاده ۲۴ ژانویهٔ ۱۹۸۹) بازیکن فوتبال حرفه‌ای اهل کره جنوبی است. او در پست‌های هافبک مرکزی و هافبک دفاعی در اف سی سئول بازی می‌کند. او فوتبال حرفه‌ای خود را از باشگاه اف سی سئول شروع کرد و در سال ۲۰۰۹ با مبلغ ۱۰ میلیون پوند به سلتیک اسکاتلند پیوست. با توجه به درخشش او در سلتیک و المپیک ۲۰۱۲روزنامه‌های انگلیسی مدعی علاقه باشگاه‌های انگلیسی به جذب وی شدند. سپس وی با مبلغ ۶۰ میلیون پوند به گران‌ترین بازیکن تاریخ سوانسی سیتی تبدیل شد. در فصل ۲۰۱۳–۲۰۱۴ او نیز به عنوان یک هافبک قرضی برای ساندرلند بازی کرد.
وی در سال ۲۰۱۳ با هان‌های جین بازیگر سینما ازدواج کرد. در ۱۳ سپتامبر ۲۰۱۵ آن‌ها صاحب یک دختر شدند.